# 陳俊龍
陈俊龙（1959年7月—），男，中国智能控制专家，IEEE Fellow，欧洲科学院外籍院士，现任华南理工大学计算机科学与工程学院教授，中国自动化学会副理事长。

## 生平
1979年本科毕业于国立台北科技大学电机工程系。1985年硕士毕业于密西根大学。1988年博士毕业于普渡大学。曾任莱特州立大学、德州大学圣安东尼分校教授。2009年至2017年，担任澳门大学科技学院院长、讲席教授。2016年受聘为大连海事大学讲座教授。2019年开始担任华南理工大学计算机科学与工程学院教授。